# Khalil Beschir

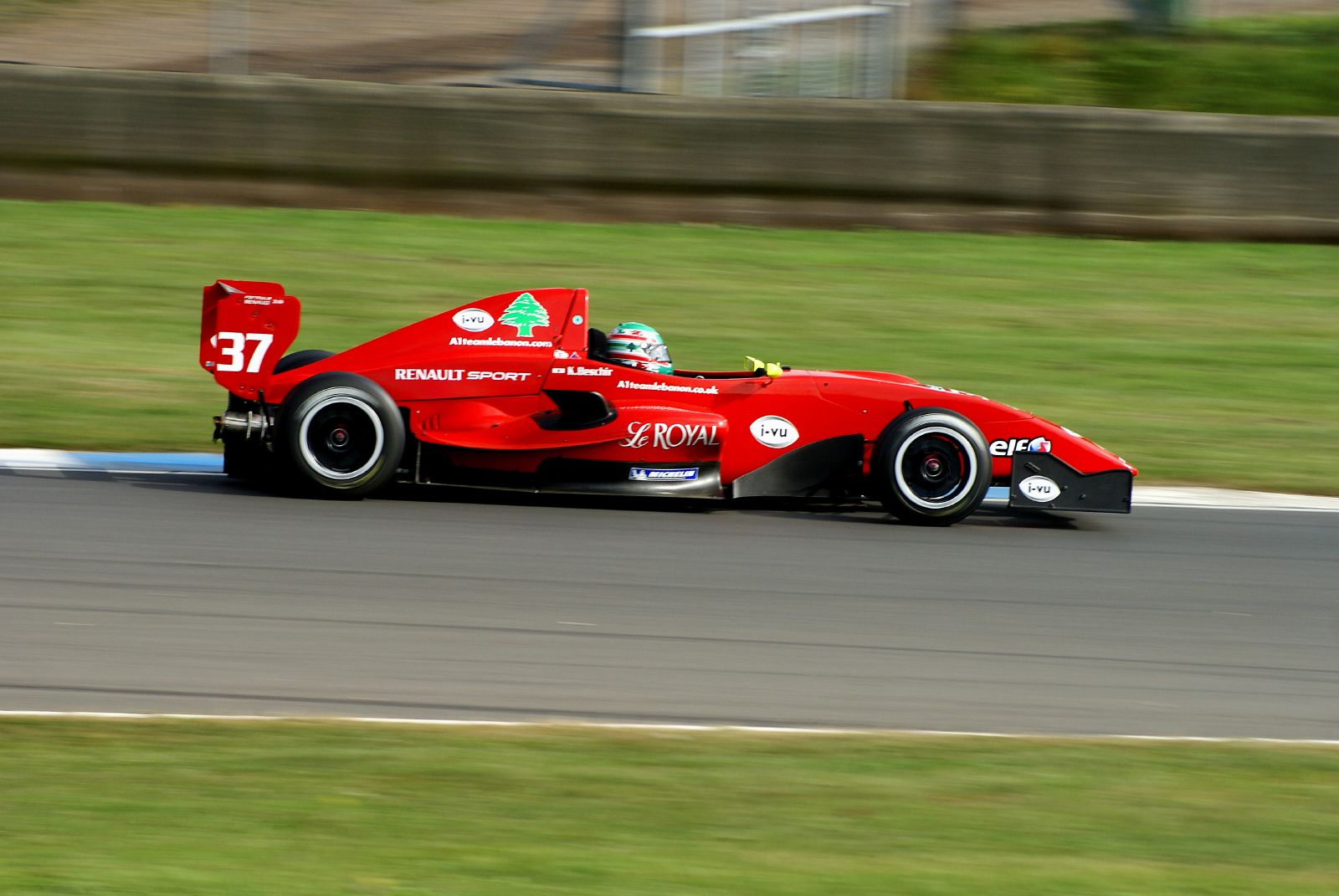
Beschir rijdt in de Eurocup Formula Renault 2.0 in 2007.

Khalil Beschir, (Bahersaf, 18 juni 1983) is een Libanees autocoureur die in de A1GP heeft gereden voor A1 Team Libanon en de enige coureur is die 3 seizoenen op een rij in de A1GP heeft gereden. Beschir begon met racen in 1998 toen hij ging karten. Hij reed niet meer tot 2004, toen hij deelnam aan de Belgische Formule Renault. Zijn beste resultaat was 6e op Spa-Francorchamps nadat hij als 32e startte. In 2005 nam hij deel aan een ronde van het Italiaanse Formule 3 kampioenschap waar hij als 11e finishte in beide rondes op Adria. Hij finishte ook als 13e in de Italiaanse Formule 3000, maar reed slechts 4 rondes met als zijn beste resultaat 5e nadat hij als 15e startte. In de allereerste A1GP-race op Brands Hatch rolde zijn auto om in de Paddock Hill Bend nadat hij contact maakte met A1 Team Italië-coureur Enrico Toccacelo. Zijn beste finish is een 13e plaats op Durban. Hij eindigde de race als 8e maar de laatste twee rondes telden niet mee door een rode vlag.
In november 2005 waren er geruchten dat Beschir naar de Formule 1 zou gaan, waarmee hij zowel de eerste Libanees als de eerste Arabier werd in de Formule 1-historie.

## A1GP resultaten
| Jaar    | Inschrijving    | 1          | 2          | 3          | 4          | 5       | 6       | 7          | 8          | 9          | 10         | 11      | 12      | 13         | 14         | 15      | 16      | 17      | 18      | 19         | 20         | 21      | 22      | Rang | Punten |
| ------- | --------------- | ---------- | ---------- | ---------- | ---------- | ------- | ------- | ---------- | ---------- | ---------- | ---------- | ------- | ------- | ---------- | ---------- | ------- | ------- | ------- | ------- | ---------- | ---------- | ------- | ------- | ---- | ------ |
| 2005-06 | A1 Team Libanon | GBR SPR 22 | GBR FEA NF | GER SPR NF | GER FEA 18 | POR SPR | POR FEA | AUS SPR    | AUS FEA    | MAL SPR NF | MAL FEA 17 | UAE SPR | UAE FEA | RSA SPR    | RSA FEA    | IND SPR | IND FEA | MEX SPR | MEX FEA | USA SPR    | USA FEA    | CHN SPR | CHN FEA | 23   | 0      |
| 2006-07 | A1 Team Libanon | NED SPR    | NED FEA    | CZE SPR    | CZE FEA    | BEI SPR | BEI FEA | MAL SPR 17 | MAL FEA 20 | IND SPR    | IND FEA    | NZL SPR | NZL FEA | AUS SPR    | AUS FEA    | RSA SPR | RSA FEA | MEX SPR | MEX FEA | SHA SPR    | SHA FEA    | GBR SPR | GBR FEA | 23   | 0      |
| 2007-08 | A1 Team Libanon | NED SPR    | NED FEA    | CZE SPR 20 | CZE FEA 21 | MAL SPR | MAL FEA | ZHU SPR    | ZHU FEA    | NZL SPR    | NZL FEA    | AUS SPR | AUS FEA | RSA SPR 19 | RSA FEA 13 | MEX SPR | MEX FEA | SHA SPR | SHA FEA | GBR SPR 22 | GBR FEA 18 |         |         | 22   | 0      |